# Joel Spira
Joel Boris Spira (Stockholm, 18 juli 1981) is een Zweedse acteur.

## Biografie
Spira volgde zijn opleiding aan de theateracademie in Malmö. Hij kwam sindsdien uit in producties van het stadstheater van Stockholm en de provincietheaters van Västmanlands län en Örebro län. Als acteur op het scherm brak hij door met de film Snabba Cash in 2010. Enkele jaren later, in 2014, werd de Zweed genomineerd voor een Kristallen met zijn rol in Tjockare än vatten. In 2021 werd de film Bergman Island, waarin Spira aantreedt, genomineerd voor een Gouden Palm. In 2024 won Spira een Guldbagge voor zijn acteerwerk in Syndabocken.

## Filmografie (selectie)
| Jaar        | Titel                                           | Rol               | Type productie | Opmerkingen     |
| ----------- | ----------------------------------------------- | ----------------- | -------------- | --------------- |
| 2010 - 2012 | Snabba cash (Easy Money)                        | Nippe             | Filmreeks      | 2 films         |
| 2011        | Anno 1790                                       | Simon Freund      | Televisieserie | 10 afleveringen |
| 2014 - 2020 | Tjockare än vatten (Thicker Than Water)         | Oskar Waldemar    | Televisieserie | 27 afleveringen |
| 2015        | Ängelby                                         | Amos Poe          | Televisieserie | 12 afleveringen |
| 2018        | Beck                                            | Jörgen Ståhl      | Filmreeks      | 1 film          |
| 2018        | Conspiracy of Silence                           | Mario Fantuzzi    | Televisieserie | 7 afleveringen  |
| 2018        | Sthlm Rekviem (Sthlm Requiem)                   | Psycholoog        | Televisieserie | 6 afleveringen  |
| 2020 - 2023 | Top Dog                                         | Daniel            | Televisieserie | 12 afleveringen |
| 2021        | Max Anger - With One Eye Open                   | David Juhlin      | Televisieserie | 7 afleveringen  |
| 2021        | Bergman Island                                  | Jonas             | Film           |                 |
| 2021        | Den osannolika mördaren (The Unlikely Murderer) | Lennart Granström | Miniserie      | 4 afleveringen  |
| 2022        | Lea                                             | Adrian            | Televisieserie | 6 afleveringen  |
| 2024        | Syndabocken                                     | Dimman            | Film           |                 |